# Vokšice
Vokšice (německy Woksitz) je malá vesnice, část obce Podhradí v okrese Jičín. Nachází se asi 1,5 km na severovýchod od Podhradí. V roce 2009 zde bylo evidováno 11 adres. V roce 2001 zde trvale žilo 32 obyvatel.
Vokšice leží v katastrálním území Podhradí u Jičína o výměře 6,01 km2.

## Historie
První písemná zmínka o obci pochází z roku 1337.

## Pamětihodnosti
- Zámek Vokšice (kulturní památka ČR)